# Супербоул XLV
Супербоул XLV (англ. Super Bowl XLV) — 45 решающая игра НФЛ. Ежегодный матч Национальной Футбольной Конференции (НФК) против Американской Футбольной Конференции (АФК). Матч прошел 6 февраля 2011 года. В матче играли Грин-Бэй «Пэкерс» от НФК и Питтсбург «Стилерз» от АФК. «Пэкерс» победил, в присутствии 103 219 человек, со счётом 31-25.

## Трансляция
В США матч транслировал FOX. 30-секундный ролик стоил 3 миллиона долларов США Трансляция собрала 111 миллионов просмотров. В России игру можно было посмотреть на НТВ-плюс.

## Ход матча
ПЕРВАЯ ПОЛОВИНА
Первые минуты прошли без набранных очков. Однако Грин-Бэй сделал тачдаун, а через полминуты игрок «Пэкерс» возвратил мяч в тачдаун после перехвата. Таким образом Грин-Бэй набрали 14 очков за 24 секунды. Питтсбург ответил филд голом, а Пэкерс сделали тачдаун. За три минуты до перерыва, финальный счет установил 8-ярдовый тачдаун Питтсбурга. К перерыву счет был 10-21 в пользу Грин-Бэй.
ВТОРАЯ ПОЛОВИНА
Затем команды обменялись 8-ярдовыми тачдаунами, второй из которых был уже в четвёртой четверти. В середине четвёртой четверти Питтсбург оформляет тачдаун и двух очковую реализацию. За 6 минут до конца матча, Грин-Бэй лидирует 28-25. За три минуты Грин-Бэй был вынужден бить филд гол. Забив, «Пэкерс», увеличили лидерство до 31-25. Питтсбург не смог набрать очки и матч закончился.
Супербоул XLV: Грин Бэй Пэкерс 31, Питтсбург Стилерс 25
|               | 1  | 2  | 3 | 4  | Всего |
| ------------- | -- | -- | - | -- | ----- |
| Стилерс (АФК) | 0  | 10 | 7 | 8  | 25    |
| Пэкерс (НФК)  | 14 | 7  | 0 | 10 | 31    |

на Стадионе Ковбойс , Арлингтон, штат Техас
- Дата : 6 февраля 2011
- Погода в игре : нет, крыша закрыта
- Посещаемость игры : 103 219

PIT-Питсбург, GB-Грин-Бэй, ЭП-Экстрапоинт
■ Первая четверть:
- GB-3:44-29-ярдовый тачдаун+ЭП, Грин-Бэй повел 7-0
- GB-3:20-37-ярдовый перехват в тачдаун, Грин-Бэй ведет 14-0

■ Вторая четверть:
- PIT-11:08-33-ярдовый филд гол, Грин-Бэй ведет 14-3
- GB-2:24-21-ярдовый тачдаун+ ЭП, Грин-Бэй ведет 21-3
- PIT-0:39-8-ярдовый тачдаун+ЭП, Грин-Бэй ведет 21-10

■ Третья четверть:
- PIT-10:19-8-ярдовый тачдаун+ЭП, Грин-Бэй ведет 21-17

■ Четвёртая четверть:
- GB-11:57-8-ярдовый тачдаун+ЭП, Грин-Бэй ведет 28-17
- PIT-7:34-25-ярдовый тачдаун+2-х очковая реализация, Грин-Бэй ведет 28-25
- GB-2:07-23-ярдовый филд гол, Грин-Бэй ведет 31-25